# Profoxydim
Profoxydim (ISO-naam) is een selectief herbicide dat voornamelijk gebruikt wordt bij de rijstteelt. Het is ontwikkeld en op de markt gebracht door BASF, dat het verkoopt in de producten Aura en Tetris. Het kwam rond 1998 op de markt.
Clefoxydim is een vroegere, niet-officiële naam van de stof. De zuivere stof is een kleurloze vloeistof.

## Werking
Profoxydim is een ACCase-inhibitor. ACCase-inhibitoren blokkeren het enzym acetylcoenzym-A-decarboxylase (ACCase), dat nodig is voor de biosynthese van lipiden in bepaalde grassoorten. Het gevolg is dat de celdeling in het meristeem van de plant stopt en de plant uiteindelijk afsterft. Dit mechanisme is specifiek voor bepaalde grassoorten. In rijst wordt de stof snel afgebroken waardoor ze geen effect heeft.
ACCase-inhibitoren worden reeds lang ingezet als herbicide; haloxyfop-P, cyhalofop en verwante herbiciden zijn ook ACCase-inhibitoren. Van ACCase-inhibitoren is echter gebleken dat planten er snel resistentie tegen opbouwen.

## Regelgeving
De Europese Commissie heeft profoxydim met ingang van augustus 2011 opgenomen in de lijst van toegelaten gewasbeschermingsmiddelen. Het middel mag enkel in de rijstteelt ingezet worden. De aanvraag voor opname gebeurde reeds in 1998, maar het onderzoek werd pas in 2010 afgesloten. In afwachting van de beslissing konden lidstaten wel reeds voorlopige erkenningen toekennen voor de stof.

## Toxicologie en veiligheid
Profoxydim heeft een lage acute toxiciteit voor zoogdieren. De stof is bij konijnen in beperkte mate irriterend gebleken voor huid en ogen.